# Höktjärnen (Marieby socken, Jämtland)
Höktjärnen är en sjö i Östersunds kommun i Jämtland och ingår i Indalsälvens huvudavrinningsområde. Sjön har en area på 0,2 kvadratkilometer och ligger 446 meter över havet.

## Delavrinningsområde
Höktjärnen ingår i det delavrinningsområde (699922-144271) som SMHI kallar för Utloppet av Höktjärnen. Medelhöjden är 447 meter över havet och ytan är 0,43 kvadratkilometer. Det finns inga avrinningsområden uppströms utan avrinningsområdet är högsta punkten. Vattendraget som avvattnar avrinningsområdet har biflödesordning 3, vilket innebär att vattnet flödar genom totalt 3 vattendrag innan det når havet efter 260 kilometer. Avrinningsområdet består mestadels av öppen mark (10 procent) och sankmarker (27 procent). Avrinningsområdet har 0,2 kvadratkilometer vattenytor vilket ger det en sjöprocent på 45,6 procent.